# NGC 2376
NGC 2376 (również PGC 21015) – galaktyka spiralna (Sbc), znajdująca się w gwiazdozbiorze Bliźniąt. Odkrył ją Albert Marth 10 listopada 1864 roku.